# Mike Hampton
Michael William Hampton (født 9. september 1972 i Brooksville, Florida, USA) er professionel baseballspiller.
Han er en venstrehåndet pitcher og spiller i øjeblikket for Atlanta Braves. Hampton debuterede i MLB 17. april 1993 for Seattle Mariners og har siden spillet for Houston Astros, New York Mets og Colorado Rockies. Hampton er blevet valgt til All-Star-kampen 2 gange (1999 og 2001) og har vundet 5 Silver Slugger-priser (1999-2003). På trods af sit ry som en fremragende fielder, har Hampton kun vundet én Gold Glove (2003). Til gengæld er han den eneste pitcher i historien, som har vundet en Silver Slugger-pris og en Gold Glove i samme sæson.
Mike Hampton har haft en noget svingende karriere. Efter en skidt start hos Mariners udviklede han sig hos Astros til at være en meget solid pitcher og i 1999 kom det store gennembrud med hele 22 Wins og en 2.-plads i afstemningen om Cy Young-prisen i National League. Astros valgte efter sæsonen at lade Hampton indgå i en byttehandel, som sendte ham til New York Mets.
Hampton var kun én sæson hos Mets, men med stor succés. Efter en lidt langsom start var han en bærende kraft i resten af sæsonen og slutspillet og blev kåret til MVP i NLCS-kampene mod St. Louis Cardinals. Efter sæsonens afslutning udløb Hamptons kontrakt, og han blev en meget efterspurgt free agent.
Mike Hampton valgte at skrive en ny 8-årig kontrakt med Colorado Rockies til en værdi af $121 mio., den største kontrakt for en pitcher nogensinde på det tidspunkt. Men som så mange andre før ham, fandt Hampton sig aldrig til rette i Colorados tynde luft, og Rockies sendte Hampton til Florida Marlins, som straks sendte ham videre til Braves.
Tilbage ved havets overflade fandt Hampton i 2003 og 2004 tilbage til tidligere tiders soliditet, dog uden at være prangende. Men i 2005 blev Hampton hårdt ramt af skader, og i september måtte han gennemgå den såkaldte "Tommy John"-operation, som betød at han sad udenfor i hele 2006. Derefter havde Braves håbet, at Hampton ville være helt frisk i 2007, men under en træning kom Hampton på ny til skade med sin albue og måtte igennem endnu en operation. Hampton forventes først at kunne pitche igen i 2008. 
Mike Hampton er gift og har 2 sønner.